# Acadêmicos da Grande Rio Branco
Acadêmicos da Grande Rio Branco é uma escola de samba da cidade de Canoas, no Rio Grande do Sul. A escola localiza-se no bairro Rio Branco.

## Segmentos

### Presidentes
| Nome            | Mandato | Ref.  |
| --------------- | ------- | ----- |
| Tatiano Machado | ? - ?   | [ 2 ] |

### Diretores
| Ano  | Diretor de Carnaval | Diretor de harmonia | Mestre de bateria | Ref.  |
| ---- | ------------------- | ------------------- | ----------------- | ----- |
| 2011 | Chico Passos        |                     |                   | [ 2 ] |
| 2017 |                     |                     |                   |       |

## Carnavais
| Ano  | Colocação                                               | Grupo                                                   | Enredo                                                                   | Carnavalesco                                            | Intérprete                                              | Ref.                                                    |
| ---- | ------------------------------------------------------- | ------------------------------------------------------- | ------------------------------------------------------------------------ | ------------------------------------------------------- | ------------------------------------------------------- | ------------------------------------------------------- |
| 2010 | Campeã                                                  | Bloco                                                   | *                                                                        |                                                         |                                                         |                                                         |
| 2011 | Campeã                                                  | Único                                                   | Hoje sou Leopoldina Imperatriz do Brasil, 30 anos de reinado do samba.   |                                                         | Renan Ludwig                                            | [ 1 ]                                                   |
| 2012 | Vice-campeã                                             | Especial                                                | Das ondas do rádio, com Chateaubriand na tela da TV                      |                                                         |                                                         | [ 3 ] [ 4 ]                                             |
| 2013 | Vice-campeã                                             | Especial                                                | Lendas, Mitos e Mistérios da Amazônia.                                   | Chico Passos                                            |                                                         | [ 2 ] [ 5 ] [ 6 ] [ 7 ]                                 |
| 2014 | 3º lugar                                                | Especial                                                | É de Todos os Santos, Todos os Orixás, Bahia Tua História Eu Vou Contar. |                                                         |                                                         | [ 8 ] [ 9 ]                                             |
| 2015 | Desfile sem avaliação em um bairro da cidade de Canoas. | Desfile sem avaliação em um bairro da cidade de Canoas. | Desfile sem avaliação em um bairro da cidade de Canoas.                  | Desfile sem avaliação em um bairro da cidade de Canoas. | Desfile sem avaliação em um bairro da cidade de Canoas. | Desfile sem avaliação em um bairro da cidade de Canoas. |
| 2016 | Não desfilou.                                           | Não desfilou.                                           | Não desfilou.                                                            | Não desfilou.                                           | Não desfilou.                                           | Não desfilou.                                           |

## Título
- Campeã em Canoas: 2011[1][12]
- Campeã como Bloco Carnavalesco: 2010[13]

## Prêmios
- Estandarte de Ouro

Categoria blocos
- 2010: Tema enredo.

Escola de samba
- 2014: Comissão de frente e bateria.